# Coupe intercontinentale de futsal 1999
Navigation
1998 2000
La Coupe intercontinentale de futsal 1999 est la quatrième édition de la compétition. Elle voit deux clubs s'affronter du 7 au 9 octobre 1999 à Moscou.
Accueillant pour la troisième fois consécutive, le Dina Moscou s'incline de nouveau face au représentant sud-américain, les brésiliens de l'Ulbra Claro Digital, en perdant les deux premières rencontres

## Organisation
Les deux équipes s'affrontent sur trois matchs à Moscou, au Palais des sports Loujniki.
Seulement deux équipes s'affrontent, un représentant européen et un autre sud-américain. Les russes du Dina Moscou, champions d'Europe 1998-99, reçoivent l'Ulbra Claro Digital de Porto Alegre, champion du Brésil 1998.

## Compétition
| 7 octobre 1999                                            | MFK Dina Moscou                        | 4 – 4 3 – 5 t. a. b.                             | Ulbra Claro Digital         |  |  |
|                                                           | Bely (it) · Eremenko · Verižnikov (it) | (?, 4-4, 4-4)                                    | Marcelinho · Alesio · Etien |  |  |
| Verižnikov (it) · Alekberov (it) · Eremenko · Gorine (it) | Tirs au but 3 – 5                      | Aleksandre · Edisio · Paolo · Martinho · Palisio |                             |  |  |

| 8 octobre 1999 | MFK Dina Moscou      | 2 – 3 | Ulbra Claro Digital |  |  |
|                | Bely (it) · Eremenko |       | Zanata · Edisio     |  |  |

| 16 octobre 1999 | MFK Dina Moscou      | 4 – 3 | Ulbra Claro Digital       |  |  |
|                 | Bely (it) · Eremenko |       | Alesio · Etien · Martines |  |  |

Les Russes Bely (it) et Eremenko terminent meilleurs buteurs de la compétition avec quatre réalisations.